# Lago di Biandronno
Lago di Biandronno este o arie protejată (arie specială de conservare — SAC, sit de importanță comunitară — SCI) din Italia întinsă pe o suprafață de 134 ha, integral pe uscat.

## Localizare
Centrul sitului Lago di Biandronno este situat la coordonatele 45°49′38″N 8°42′14″E / 45.827222°N 8.703889°E.

## Înființare
Situl Lago di Biandronno a fost declarat sit de importanță comunitară în iunie 1995 pentru a proteja 37 de specii de animale. Situl a fost protejat și ca arie specială de conservare în iulie 2016.

## Biodiversitate
Situată în ecoregiunea continentală, aria protejată conține 5 habitate naturale: Păduri aluvionare cu Alnus glutinosa și Fraxinus excelsior (Alno-Padion, Alnion incanae, Salicion albae), Mlaștini turboase de tranziție și turbării mișcătoare, Turbării active, Lacuri eutrofice naturale cu vegetație de tip Magnopotamion sau Hydrocharition, Mlaștini calcaroase cu Cladium mariscus și specii de Caricion davallianae.
La baza desemnării sitului se află mai multe specii protejate:
- păsări (32): lăcar mare (Acrocephalus arundinaceus), lăcar-de-mlaștină (Acrocephalus palustris), pescăruș albastru (Alcedo atthis), rață mare (Anas platyrhynchos), fâsă de luncă (Anthus pratensis), fâsă de pădure (Anthus spinoletta), stârc cenușiu (Ardea cinerea), stârc roșu (Ardea purpurea), rață roșie (Aythya nyroca), Cettia cetti, chirichița cu obraz alb (Chlidonias hybrida), chirighiță neagră (Chlidonias niger), erete de stuf (Circus aeruginosus), erete vânăt (Circus cyaneus), erete cenușiu (Circus pygargus), gușă vânătă (Cyanecula svecica), ciocănitoare neagră (Dryocopus martius), presură de stuf (Emberiza schoeniclus), șoim călător (Falco peregrinus), muscar-gulerat (Ficedula albicollis), piciorong (Himantopus himantopus), stârc pitic (Ixobrychus minutus), sfrâncioc roșiatic (Lanius collurio), grelușel-de-zăvoi (Locustella luscinioides), gaia neagră (Milvus migrans), codobatura galbenă (Motacilla flava), stârc de noapte (Nycticorax nycticorax), cresteț pestriț (Porzana porzana), cristei de baltă (Rallus aquaticus), chiră de baltă (Sterna hirundo), corcodel mic (Tachybaptus ruficollis), Zapornia parva
- amfibieni (1): Rana latastei
- mamifere (2): liliac cu urechi mari (Myotis bechsteinii), liliac cărămiziu (Myotis emarginatus)
- nevertebrate (2): Coenonympha oedippus, rădașcă (Lucanus cervus)

Pe lângă speciile protejate, pe teritoriul sitului au mai fost identificate 26 de specii de plante, 2 specii de amfibieni, 5 specii de mamifere, 2 specii de reptile.